# Blechkreis
Der Begriff Blechkreis bezeichnet eine größere Gruppe frühbronzezeitlicher Regionalgruppen. Der Begriff wurde von dem Schweizer Prähistoriker Emil Vogt geprägt. Das Kriterium für die Zuordnung zu dieser Blechgruppe ist die Herstellungstechnik der bronzenen Schmuckgegenstände, die ihre Form durch das Aushämmern aus einem Bronzeblech erhielten. Im Gegensatz dazu steht der Begriff des Gusskreises, in dem die Bronzegegenstände in Form gegossen wurden. Emil Vogt stellte diese Gliederung auf, um Gemeinsamkeiten zwischen den einzelnen Regionalgruppen zu betonen, um so einen größeren, frühbronzezeitlichen Kulturkreis zu beschreiben. Er stellte zwei Kulturgruppen nebeneinander: auf der einen Seite die Rhone-Straubing-Kisapostag-Kultur, die den Blechkreis bilden sollte, auf der anderen Seite die Aunjetitzer Kultur. Heute gilt der Begriff jedoch als überholt.